# Juan Patricio Morlete

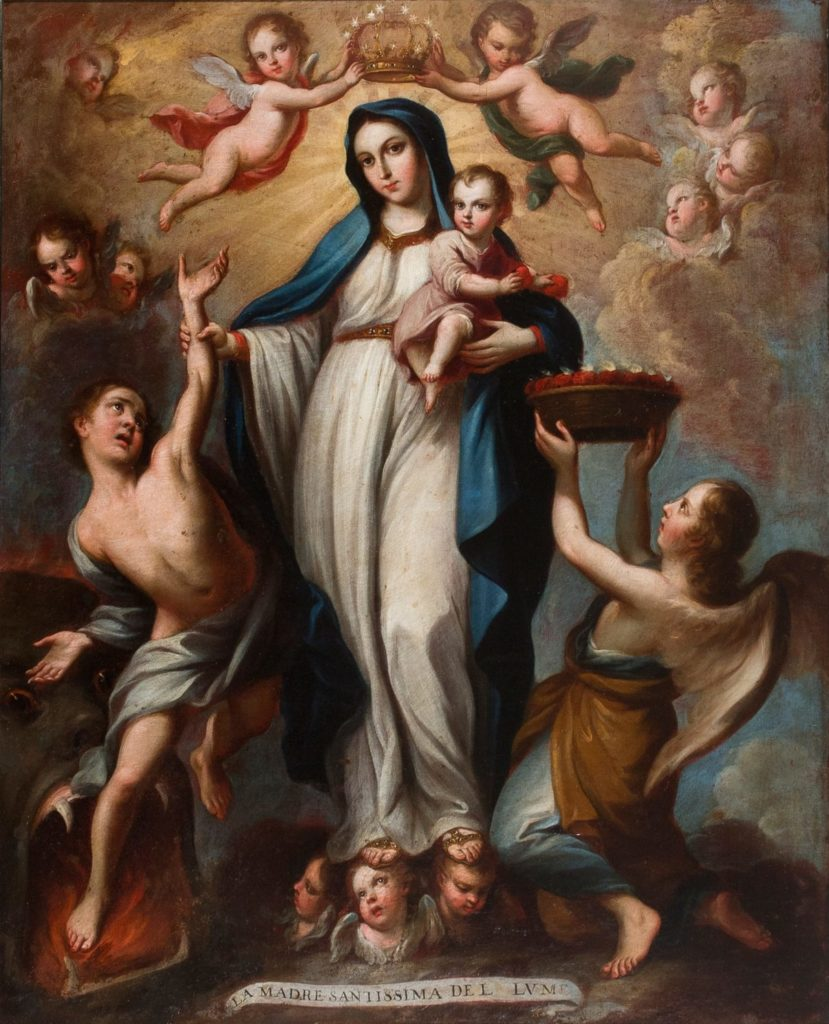
La Madre Santissima del Lume, óleo sobre lienzo, 83 x 66,5 cm. Colección particular

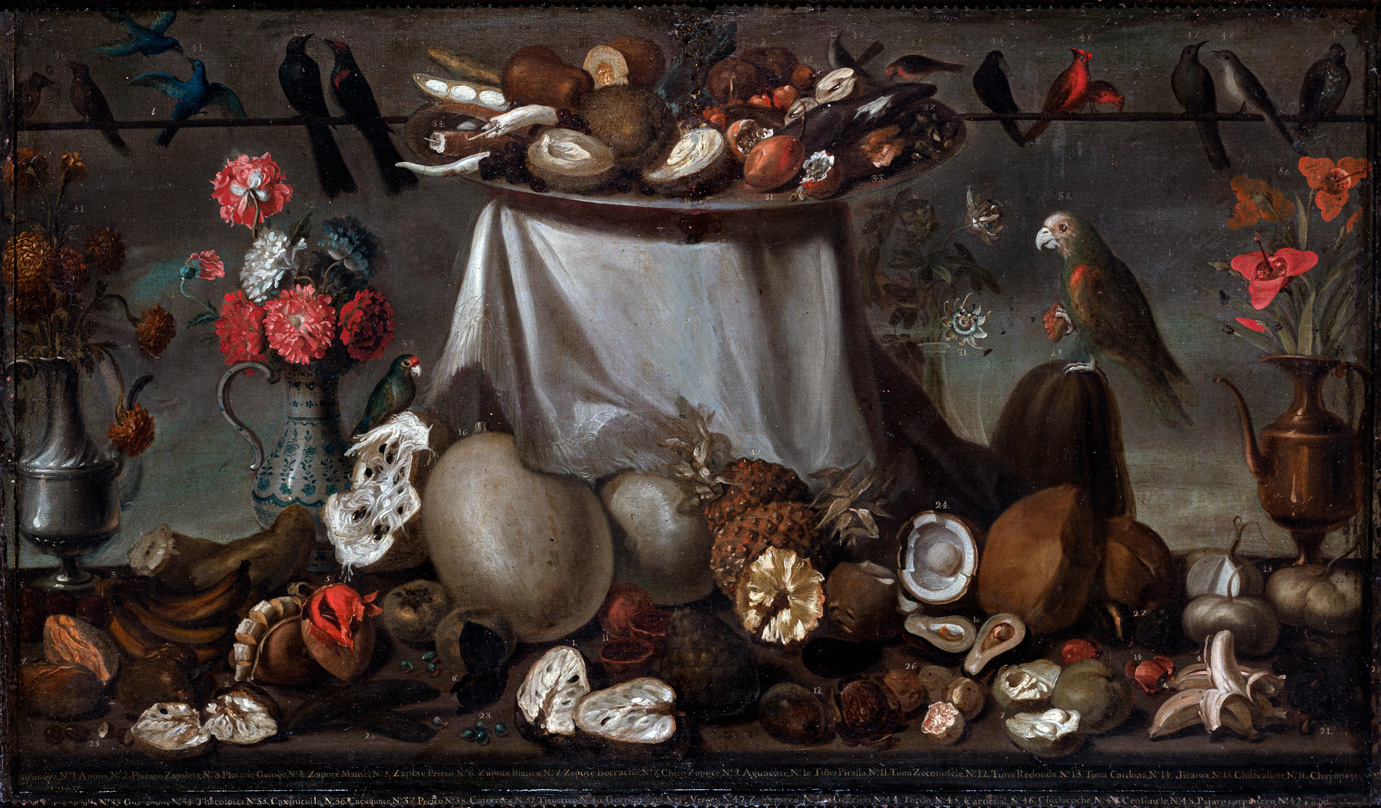
Bodegón, c. 1751-1775, óleo sobre lienzo, 105 x 180 cm. Museo de América, Madrid

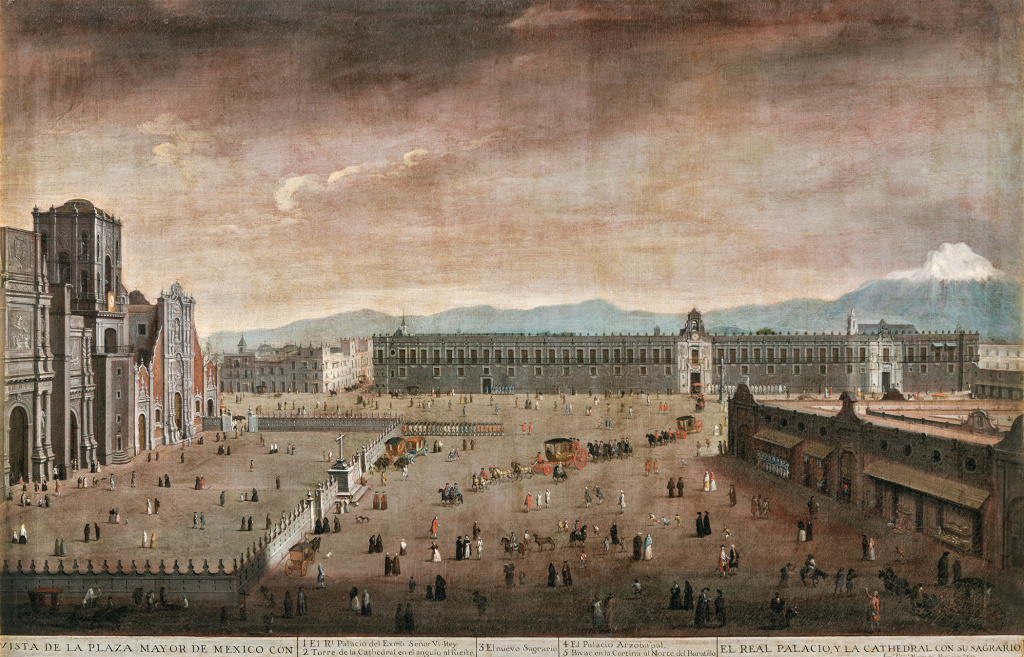
Vista de la Plaza Mayor de México, 1770, MUŻA, La Valeta, Malta

Juan Gil Patricio Morlete Ruiz (San Miguel el Grande, Guanajuato, 1713-México, 1772) fue un pintor novohispano.

## Biografía
Hijo de Nicolás de Morlete, español y de Manuela Ruiz, india, fue bautizado el 13 de septiembre de 1713 en San Miguel el Grande (hoy San Miguel de Allende) y en 1729 se instaló en la Ciudad de México donde en 1733, con apenas veinte años, contrajo matrimonio en casa del pintor José de Ibarra con María Josefa Careaga, con quien tuvo al menos ocho hijos. Viudo, en 1762, casó en segundas nupcias con Josefa Medina Granados. 
En 1753 participó en la fundación de la academia de pintura dirigida por Ibarra, quien habría sido su maestro, y fue uno de los pintores consultados en 1756 acerca de la pintura de la Virgen de Guadalupe venerada en su basílica de la Ciudad de México y su supuestamente sobrenatural autoría, ratificando las opiniones vertidas en ese sentido por Miguel Cabrera. En 1768 participó en un segundo intento de creación de una academia de pintura junto con Manuel Carcanio, Francisco Antonio Vallejo, Pedro de Quintana y José de Páez, todos ellos con título de profesores de pintura. Falleció en la Ciudad de México el 19 de julio de 1772.
En su producción artística se encuentran retratos, entre ellos los de varios virreyes y un retrato del rey Carlos III fechado en 1760, vistas urbanas (Vista de la plaza mayor de México en 1770, Malta, Museo de Bellas Artes, probablemente por encargo del virrey Bucareli) y paisajes portuarios (serie de seis puertos franceses copiados de estampas de Claude Joseph Vernet, Los Angeles County Museum of Art), motivos devotos, alegóricos y de historia sagrada, que constituyen el grueso de su producción, y pinturas de castas dentro de la tradición del género en la riqueza de sus atuendos, si bien él acentúa las ocupaciones y actitudes de los personajes caracterizados dentro del estado social al que pertenecen en los siete óleos conservados en colección particular de una serie firmada y fechada en 1761.
En 2021, se descubrió en España un bodegón de autoría de Morlete, obra en la que aparecen representadas cerca de 50 especies vegetales y animales originarias de la Nueva España. La pintura fue adquirida por el Museo de América en Madrid, incorporándose a su colección permanente como una obra destacada por ser una de las pocas naturalezas muertas virreinales que han llegado hasta nuestros días.